# Xanton-Chassenon
Ne pas confondre avec Chassenon en Charente.
Xanton-Chassenon est une commune française située dans le département de la Vendée, en région Pays de la Loire.
Ses habitants se nomment les Xantonais.

## Géographie
Le territoire municipal de Xanton-Chassenon s’étend sur 1 935 hectares. L'altitude moyenne de la commune est de 44 mètres, avec des niveaux fluctuant entre 7 et 81 mètres,.
Le relief est modéré.
| Saint-Michel-le-Cloucq    | Foussais-Payré   | Saint-Hilaire-des-Loges |
| Fontenay-le-Comte         | Xanton-Chassenon |                         |
| Saint-Martin-de-Fraigneau |                  | Nieul-sur-l'Autise      |

### Climat
Pour des articles plus généraux, voir Climat des Pays de la Loire et Climat de la Vendée.
En 2010, le climat de la commune est de type climat océanique franc, selon une étude du CNRS s'appuyant sur une série de données couvrant la période 1971-2000. En 2020, Météo-France publie une typologie des climats de la France métropolitaine dans laquelle la commune est exposée à un climat océanique et est dans la région climatique  Poitou-Charentes, caractérisée par un bon ensoleillement, particulièrement en été et des vents modérés. 
Pour la période 1971-2000, la température annuelle moyenne est de 12 °C, avec une amplitude thermique annuelle de 14,5 °C. Le cumul annuel moyen de précipitations est de 842 mm, avec 13,3 jours de précipitations en janvier et 7 jours en juillet. Pour la période 1991-2020, la température moyenne annuelle observée sur la station météorologique de Météo-France la plus proche, « Surin_sapc », sur la commune de Surin à 18 km à vol d'oiseau, est de 12,9 °C et le cumul annuel moyen de précipitations est de 936,5 mm,. Pour l'avenir, les paramètres climatiques de la commune estimés pour 2050 selon différents scénarios d'émission de gaz à effet de serre sont consultables sur un site dédié publié par Météo-France en novembre 2022.

## Urbanisme

### Typologie
Au 1er janvier 2024, Xanton-Chassenon est catégorisée commune rurale à habitat dispersé, selon la nouvelle grille communale de densité à sept niveaux définie par l'Insee en 2022.
Elle est située hors unité urbaine. Par ailleurs la commune fait partie de l'aire d'attraction de Fontenay-le-Comte, dont elle est une commune de la couronne,. Cette aire, qui regroupe 30 communes, est catégorisée dans les aires de moins de 50 000 habitants,.

### Occupation des sols
L'occupation des sols de la commune, telle qu'elle ressort de la base de données européenne d’occupation biophysique des sols Corine Land Cover (CLC), est marquée par l'importance des territoires agricoles (94,6 % en 2018), une proportion identique à celle de 1990 (94,6 %). La répartition détaillée en 2018 est la suivante : 
terres arables (82,5 %), zones agricoles hétérogènes (8,9 %), prairies (3,3 %), forêts (2,5 %), zones urbanisées (2,1 %), eaux continentales (0,8 %). L'évolution de l’occupation des sols de la commune et de ses infrastructures peut être observée sur les différentes représentations cartographiques du territoire : la carte de Cassini (XVIIIe siècle), la carte d'état-major (1820-1866) et les cartes ou photos aériennes de l'IGN pour la période actuelle (1950 à aujourd'hui).

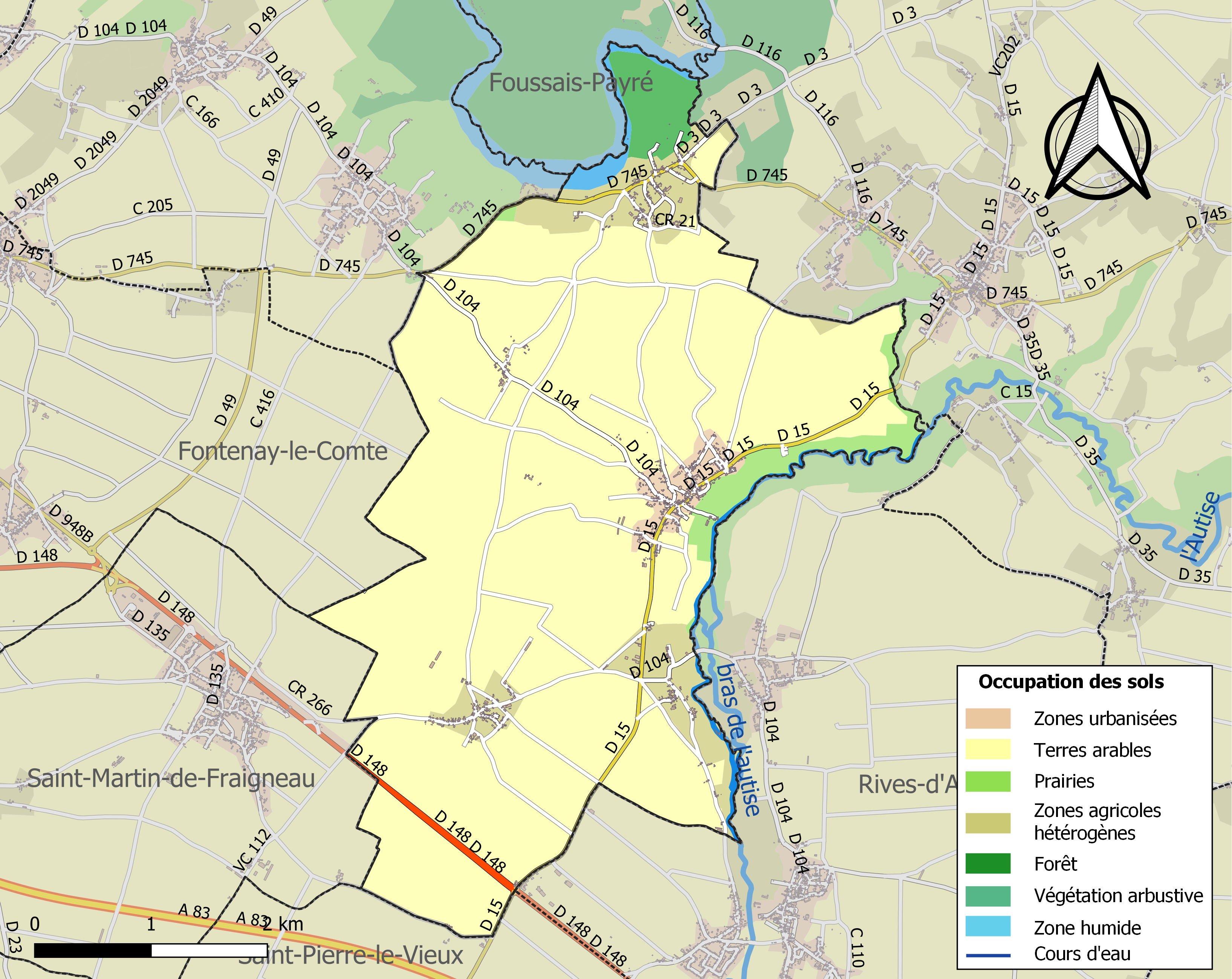
Carte des infrastructures et de l'occupation des sols de la commune en 2018 (CLC).

## Histoire
Xanton
En 1790, est créée la commune de Xanton.
Chassenon
Avant la Révolution, la paroisse Saint-Martin est le siège de la seigneurie de Chassenon.
Celle-ci est achetée vers 1750 par un négociant morlaisien d'origine irlandaise, Patrice Marc Walsh (1704-1790), fils de Phillip Walsh (1666-1708), corsaire de Saint-Malo, et frère d'Antoine Walsh (1703-1763) un des plus importants armateurs négriers de Nantes au milieu du XVIIIe siècle.
En 1790, est créée la commune de Saint-Martin-de-Chassenon.
Xanton-Chassenon
Les deux communes voisines sont regroupées en 1827 en une seule appelée Xanton-Chassenon. En poitevin, la commune issue de cette fusion est appelée Santun-Chassenun.

## Politique et administration

### Liste des maires
| Période                                  | Période   | Identité              | Étiquette | Qualité                                                                                         |
| ---------------------------------------- | --------- | --------------------- | --------- | ----------------------------------------------------------------------------------------------- |
| Les données manquantes sont à compléter. |           |                       |           |                                                                                                 |
| 1798                                     | 1818      | Alexis Nicolas Fleury |           |                                                                                                 |
| 1818                                     | 1828      | Louis Mesnard         |           |                                                                                                 |
| 1828                                     | 1841      | Ignace Florent Möller |           | Propriétaire du château de Chassenon                                                            |
| 1841                                     | 1848      | Antoine Lafond        |           |                                                                                                 |
| 1848                                     | 1849      | Jean Guimard          |           |                                                                                                 |
| 1849                                     | 1852      | Louis Guibaud         |           |                                                                                                 |
| 1852                                     | 1876      | Baptiste Coquillaud   |           |                                                                                                 |
| 1876                                     | 1876      | Louis Guibaud         |           |                                                                                                 |
| 1876                                     | 1879      | Xavier Thibaudeau     |           |                                                                                                 |
| 1879                                     | 1888      | Louis Sacre           |           |                                                                                                 |
| 1888                                     | 1919      | Louis Coquillaud      |           |                                                                                                 |
| 1919                                     | mai 1929  | Jean Serceau          |           |                                                                                                 |
| mai 1929                                 | 1942      | Émile Thibaudeau      |           |                                                                                                 |
| 1942                                     | mai 1945  | Jean-Pierre Guimard   |           |                                                                                                 |
| mai 1945                                 | mars 1971 | Gabriel Marsaud       |           |                                                                                                 |
| mars 1971                                | mars 1983 | Robert Moreau         | Gauche    |                                                                                                 |
| mars 1983                                | mars 1989 | Pierre Lalère         |           | Cultivateur                                                                                     |
| mars 1989                                | mars 2001 | Renée Boucard         |           | Clerc de notaire retraitée Adjointe au maire (1983 → 1989)                                      |
| mars 2001                                | mars 2014 | Didier Maupetit       |           | Agriculteur, ancien adjoint au maire                                                            |
| mars 2014                                | En cours  | Claudy Renault        |           | Assureur retraité 9e vice-président de la CC Vendée-Sèvre-Autise Réélu pour le mandat 2020-2026 |

## Population et société

### Démographie

#### Évolution démographique
L'évolution du nombre d'habitants est connue à travers les recensements de la population effectués dans la commune depuis 1793. Pour les communes de moins de 10 000 habitants, une enquête de recensement portant sur toute la population est réalisée tous les cinq ans, les populations de référence des années intermédiaires étant quant à elles estimées par interpolation ou extrapolation. Pour la commune, le premier recensement exhaustif entrant dans le cadre du nouveau dispositif a été réalisé en 2005.

En 2022, la commune comptait 743 habitants, en évolution de +2,2 % par rapport à 2016 (Vendée : +5,33 %, France hors Mayotte : +2,11 %).
| 1793 | 1800 | 1806 | 1821 | 1831 | 1836 | 1841 | 1846 | 1851 |
| ---- | ---- | ---- | ---- | ---- | ---- | ---- | ---- | ---- |
| 541  | 533  | 521  | 551  | 807  | 820  | 806  | 827  | 833  |

| 1856 | 1861 | 1866 | 1872 | 1876 | 1881 | 1886 | 1891 | 1896 |
| ---- | ---- | ---- | ---- | ---- | ---- | ---- | ---- | ---- |
| 861  | 926  | 896  | 791  | 774  | 789  | 798  | 805  | 819  |

| 1901 | 1906 | 1911 | 1921 | 1926 | 1931 | 1936 | 1946 | 1954 |
| ---- | ---- | ---- | ---- | ---- | ---- | ---- | ---- | ---- |
| 744  | 741  | 727  | 682  | 656  | 644  | 640  | 643  | 594  |

| 1962 | 1968 | 1975 | 1982 | 1990 | 1999 | 2005 | 2006 | 2010 |
| ---- | ---- | ---- | ---- | ---- | ---- | ---- | ---- | ---- |
| 565  | 561  | 540  | 646  | 691  | 651  | 676  | 689  | 724  |

| 2015 | 2020 | 2022 | - | - | - | - | - | - |
| ---- | ---- | ---- | - | - | - | - | - | - |
| 724  | 733  | 743  | - | - | - | - | - | - |

#### Pyramide des âges
En 2018, le taux de personnes d'un âge inférieur à 30 ans s'élève à 31,6 %, ce qui est égal à la moyenne départementale (31,6 %). À l'inverse, le taux de personnes d'âge supérieur à 60 ans est de 27,5 % la même année, alors qu'il est de 31,0 % au niveau départemental.
En 2018, la commune comptait 379 hommes pour 352 femmes, soit un taux de 51,85 % d'hommes, largement supérieur au taux départemental (48,84 %).
Les pyramides des âges de la commune et du département s'établissent comme suit.
| Hommes | Classe d’âge | Femmes |
| ------ | ------------ | ------ |
| 0,3    | 90 ou +      | 0,6    |
| 6,1    | 75-89 ans    | 9,1    |
| 19,7   | 60-74 ans    | 19,5   |
| 18,4   | 45-59 ans    | 20,4   |
| 20,3   | 30-44 ans    | 22,7   |
| 8,2    | 15-29 ans    | 11,0   |
| 27,1   | 0-14 ans     | 16,7   |

| Hommes | Classe d’âge | Femmes |
| ------ | ------------ | ------ |
| 0,8    | 90 ou +      | 2,2    |
| 8,7    | 75-89 ans    | 11,1   |
| 20,3   | 60-74 ans    | 21,3   |
| 20     | 45-59 ans    | 19,4   |
| 17,5   | 30-44 ans    | 16,8   |
| 15     | 15-29 ans    | 13,2   |
| 17,7   | 0-14 ans     | 16,1   |

## Lieux et monuments
- l'église Saint-Pierre de Xanton-Chassenon ;
- les caves voûtées du XIVe siècle du prieuré de Xanton ;
- la Pierre-Virante : site mégalithique datant du Néolithique ;
- l'église Saint-Pierre du XIe siècle ;
- le château des Chassenon ;
- les promenades au bord de Guissais en suivant le cours de la rivière Autize.

À Chassenon, le lac de retenue sur la rivière Vendée accueille les baigneurs et, tout près, un château des XVIIe et XXe siècles. À noter : la fontaine Renaissance de la Fosse dans le parc.

## Arts et culture
- "Les Gâs d'la Pierre Virante"

## Pour approfondir